# Paul Martin Leonhardt
Paul Martin Leonhardt (* 16. November 1883 in Buchholz; † 31. Januar 1971 in Radebeul) war ein deutscher Maler und Grafiker.

## Leben
Aus einfachen Verhältnissen stammend, machte Leonhardt eine Lehre als Lithograf. Danach begab er sich auf Wanderschaft, die ihn zunächst nach Dresden führte. Dort nahm er an Kursen der Kunstgewerbeschule sowie der Kunstakademie teil. Es folgte ein Aufenthalt in Innsbruck, verbunden mit einem Stipendium. Später war er als Zeichner bei einer Kunstdruckerei in Berlin beschäftigt.
Nach 1918 verlegte Leonhardt seinen Wohnsitz nach Rostock, wo er freiberuflich tätig war sowie Mitglied der Vereinigung Rostocker Künstler wurde. Während des Zweiten Weltkrieges verlor er im Jahre 1942 bei einem der Bombenangriffe auf Rostock den Großteil seines bisherigen Schaffens. Leonhardt kam danach bei Verwandten in Radebeul bei Dresden unter. Später verbrachte er die Sommermonate immer in Rostock. In der Nachkriegszeit bestand sein Schaffen hauptsächlich aus Ölgemälden, Aquarellen und Kohlezeichnungen, dargestellt wurden vor allem Landschaften, Schiffe, Hafen- und Städteansichten. Die Bilder zeigten Motive sowohl von der Ostseeküste und Rostock als auch von Dresden und dem heimatlichen Erzgebirge.

„[…] Obwohl 1945 entstanden, sind sie im Gefühl, in der Aussage und Darstellung bei tiefdurchdringender farbiger Nuancierung mehr den zwanziger und dreißiger Jahren verhaftet und nachempfunden. Die kleinen Naturausschnitte, im Aquarell oder in der Kohlezeichnung festgehalten, gehören zu seinen besten Arbeiten.“

Die Sterbeadresse des unverheirateten Leonhardt war die Ernst-Thälmann-Straße 8, ein heute denkmalgeschütztes Mietshaus am Bahnhof Radebeul Ost.

## Werke (Auswahl)
- Alte Dorfmühle, Aquarell (1933)
- Mecklenburgisches Dorf, (1939)
- Rostock im Winter, Öl/Leinwand (1941)
- Rostocker Holzhafen, Öl/Leinwand (1942)
- Bootswerft im Winter, Öl/Sperrholz (1945)
- Die Elbe bei Gohlis (Dresden), Aquarell (1951)
- Norddeutscher Hafen / Einfahrt (Öl, 79 × 109 cm, 1956;  Kunstfonds des Freistaats Sachsen)
- Oberer Hafen der Seestadt Wismar (Öl, 1962)[3]

## Ausstellungen
Ausstellungsbeteiligungen
- 1939: Schwerin, Museum am Alten Garten (Zeitgenössische mecklenburgische Maler, mit dem Aquarell Mecklenburgisches Dorf)
- 1944: München, Große Deutsche Kunstausstellung (mit dem Aquarell Hühner 70 × 49,5 cm)
- 1946: Dresden, Allgemeine Deutsche Kunstausstellung
- 1962/1963: Dresden, Fünfte Deutsche Kunstausstellung

Postume Einzelausstellung
- 1972: Kulturhistorisches Museum Rostock: Gedächtnisausstellung im Schiffbaumuseum Rostock auf dem Traditionsschiff Typ Frieden